# Stafford (Teksas)
Stafford – miasto w Stanach Zjednoczonych, w stanie Teksas, w hrabstwie Fort Bend, z fragmentem w hrabstwie Harris. Wcześniej nosiło nazwy Stafford Point i Staffordville.

## Demografia
Według przeprowadzonego przez United States Census Bureau spisu powszechnego w 2010 miasto liczyło 17 693 mieszkańców, co oznacza wzrost o 12,8% w porównaniu do roku 2000. Natomiast skład etniczny w mieście wyglądał następująco: Biali 36,6%, Afroamerykanie 27,4%, Azjaci 22,8%, pozostali 13,2%. Kobiety stanowiły 51,4% populacji.